# Peucedanum pschawicum
Peucedanum pschawicum är en flockblommig växtart som beskrevs av Pierre Edmond Boissier. Peucedanum pschawicum ingår i släktet siljor, och familjen flockblommiga växter. Inga underarter finns listade i Catalogue of Life.